# 岩目大麻哈魚
岩目大麻哈魚，為麻哈魚屬的一個種，為溫帶淡水魚，分布亞洲日本淡水流域，棲息在底中層水域，生活習性不明。